# Verderio Superiore
Verderio Superiore (Verdé de Süra in dialetto brianzolo)  è il quartiere settentrionale del comune di Verderio in provincia di Lecco, in Lombardia.

## Storia
Il nome Verderio deriva probabilmente dal latino viridarium, che significa "giardino". Testimonianze della civilizzazione romana arrivano – oltre che da alcuni ritrovamenti archeologici e dal reticolato di centuriazione – dall'etimologia di alcuni toponimi del territorio circostante: ad esempio il castrum di Vicus Mercati (Vimercate), Hiberna Regis (Bernareggio, antico accampamento invernale), Caesarea Novella (la località Sernovella, frazione di Verderio Superiore) e Miliarium Tertium (Terzuolo, frazione di Robbiate). I Romani guidati dal console Marcello sconfissero in questi luoghi gli Insubri in una decisiva battaglia del 222 a.C. Altri ritrovamenti ci segnalano la successiva presenza dei Longobardi e quindi dei Franchi: a questi ultimi può essere fatto risalire il castello del X secolo sulle cui rovine è stata costruita la Villa Gallavresi, oggi sede del municipio.
La località è stata interessata tra il XII e il XIV secolo dalla presenza dei Templari, che avevano due importanti sedi presso la Commenda e nel Castel Negrino (oggi si trovano nel comune di Aicurzio, ma un tempo erano parte del territorio di Verderio), oltre che alla cascina Brugarola. A testimonianza di ciò, compare negli elenchi dei cavalieri dell'ordine un certo Dalmazio da Verderio. Con la soppressione nel 1312 dell'ordine cavalleresco ad opera di Filippo il Bello re di Francia, i possedimenti dei Templari passarono all'ordine dei Cavalieri di Malta. Un fatto storico di assoluto rilievo è la Battaglia di Verderio, combattuta il 28 aprile 1799 fra gli austro-russi (comandati dal generale Vukassovich) e le truppe napoleoniche (guidate dal generale Sérurier) nel periodo in cui Napoleone Bonaparte era impegnato nella Campagna d'Egitto: i francesi asserragliati nella Villa Confalonieri furono obbligati alla resa, ma dei tremila morti rimasti sul campo molti erano austriaci. I vincitori, dapprima salutati come liberatori, si diedero a saccheggi (in particolare della villa), incendi e ad altri atti vandalici. Due lapidi ricordano il tragico evento.
L'origine della divisione di Verderio nei due comuni di Verderio Inferiore e di Verderio Superiore non trova concordi gli storici: alcuni la fanno risalire al XII secolo, altri alla soppressione dell'ordine dei Templari. Certo è che in alcuni documenti del 1412 compare la dicitura "Verderio de sora e de sotto". Una temporanea riunificazione in un unico comune fu operata da Napoleone nel 1809, e poi ancora dal governo Lanza nel 1872: la prima esperienza durò pochi anni, la seconda tre decenni.
Un'unica parrocchia di Verderio, invece, fu istituita dal vescovo Carlo Borromeo dopo il Concilio di Trento, a seguito delle sue visite pastorali del 1571 e del 1583. Anch'essa finì comunque col dividersi nel 1778, anno in cui il vicario vescovile istituì la Parrocchia di Verderio Inferiore e di conseguenza fu avviata la costruzione della chiesa parrocchiale. Quest'ultima verrà poi sostituita nel 1906 da quella eretta nello stesso sito su progetto dell'architetto Giovanni Barboglio; gli affreschi che ne decorano l'interno sono stati invece realizzati nel 1932 da Umberto Marigliani, coadiuvato da Vittorio Manini.
In epoca recente sono stati indetti due referendum, nel 1994 e nel 2004, per la riunificazione dei due comuni, che già condividono svariati servizi: la scuola elementare, la biblioteca, la palestra intercomunale. In entrambi i casi l'esito è stato negativo: per l'approvazione di questo tipo di referendum è infatti necessaria una maggioranza di "sì" in tutti e due i comuni coinvolti; mentre Verderio Inferiore si è sempre espresso in modo favorevole, l'unificazione è stata bloccata in entrambe le occasioni dal responso negativo di Verderio Superiore. Il 1º dicembre 2013 si è tenuto un nuovo referendum consultivo in cui la maggioranza degli abitanti di entrambi i comuni si sono detti favorevoli alla ricostituzione dell'unico comune di Verderio, che è stata approvata dal consiglio regionale della Lombardia in data 21 gennaio 2014. L'ultimo sindaco prima della fusione fino al 4 febbraio 2014 è stato Paolo Bellotto.

### Simboli

Vecchio stemma comunale

Lo stemma del comune era descritto in maniera approssimativa nello statuto: «Cimiero ornato da tre pennacchi, di colore rosso, giallo e blu; al di sotto del cimiero, su sfondo blu sono raffigurate due spade incrociate, davanti alle quali è posto uno scudo argentato sormontato da una croce bianca; attorno allo scudo e alle spade, in corrispondenza dei quattro lati, sono poste quattro stelle dorate a sei punte.»

## Monumenti e luoghi d'interesse

### Architetture religiose
- Chiesa dei santi Giuseppe e Floriano[8], ricostruita verso la fine del XIX su progetto di Fausto Bagatti Valsecchi.[5] Internamente, ospita un polittico di Giovanni Canavesio (la Pala dell'altare maggiore di Verderio)[5].
- Chiesa di Sant'Ambrogio[9]
- Ex-chiesa parrocchiale[10]
- Cappella dell'Assunzione[11]
- Cappella di san Rocco[12]

### Architetture civili
- Villa Confalonieri (già Gnecchi), risalente al XVI secolo[5]e ristrutturata su progetto di Fausto Bagatti Valsecchi.[13]
- Villa Gnecchi (già Arrigoni[14]), riedificata nel XVIII secolo per opera dell'omonima famiglia, che tra i propri esponenti annovera Francesco Gnecchi, che fu anche sindaco del paese.[5]
- Ex-villa Pollastri[15]
- Cascina Salette (1856)[16], che deve il proprio nome alla presenza di una statua mariana trasportata nel 1856 da La Salette per opera del conte Confalonieri.[5]
- Cascina Airolda (1858)[17]
- Cascina Isabella (1925)[18]
- Cascina Alba[19]
- Cascina Cassano[20]
- Cascina Provvidenza[21]
- Cascina San Carlo[22]
- Casa Pirovano[23]
- Ex-stabilimento Arte del ferro[24]
- Scuola materna (1891)[25]
- Municipio[26]
- Ex-ambulatorio[27]
- Ex-maternità[28]
- Casa parrocchiale[29]
- Cimitero[30]

## Società

### Evoluzione demografica
- 421 nel 1751
- 478 nel 1771
- 550 nel 1805
- 1026 nel 1809 divenendo Verderio dopo l'annessione di Verderio Inferiore[31]
- 761 nel 1853
- 939 nel 1871
- 1916 nel 1872 divenendo Verderio dopo l'annessione di Verderio Inferiore[32]
- 2416 nel 1901 come Verderio
- 1306 nel 1911
- 1038 nel 1971

Abitanti censiti

### Etnie e minoranze straniere
Nel 2010 gli stranieri residenti nel comune erano 154, ovvero il 5,7% della popolazione. Di seguito sono riportati i gruppi più consistenti:
1. Albania, 54
2. Marocco, 30

## Amministrazione
| Periodo        | Periodo         | Primo cittadino    | Partito                         | Carica  | Note   |
| -------------- | --------------- | ------------------ | ------------------------------- | ------- | ------ |
| 24 aprile 1995 | 13 giugno 1999  | Ferdinando Bosisio | Centro                          | Sindaco | [ 35 ] |
| 14 giugno 1999 | 7 giugno 2009   | Beniamino Colnaghi | Lista civica di centro-sinistra | Sindaco | [ 35 ] |
| 8 giugno 2009  | 3 febbraio 2014 | Paolo Bellotto     | Lista civica - Verderio Insieme | Sindaco | [ 35 ] |